# Otholobium pubescens
Otholobium pubescens es una planta medicinal peruana perteneciente a la familia de las fabáceas que se usa para el tratamiento de la diabetes y contiene el principio activo bakuchiol.

## Taxonomía
Cullen corylifolium fue descrita por (Poir.) J.W.Grimes y publicado en Memoirs of The New York Botanical Garden 61: 27. 1990.
Sinonimia
- Hoita hirsuta Rusby
- Hoita versicolor Rusby
- Psoralea featherstonei J.F. Macbr.
- Psoralea lasiostachys Vogel
- Psoralea marginata Meyen
- Psoralea potens J.F. Macbr.
- Psoralea pubescens Poir.
- Psoralea pubescens var. lasiostachys (Vogel) J.F. Macbr.
- Psoralea remotiflora J.F. Macbr.
- Psoralea yurensis Rusby[3]